# Championnat de France de rugby à XIII 1934-1935
Navigation
Édition suivante
Le Championnat de France de rugby à XIII 1934-35 est la première édition du Championnat de France de rugby à XIII. Elle a lieu entre octobre 1934 et le 28 avril 1935 et oppose dix clubs. Le S.A. Villeneuve devient le premier champion de l'histoire de ce championnat devant Bordeaux XIII, l'U.S. Lyon-Villeurbanne et le R.C. Roanne. C'est la seule fois de l'histoire du Championnat de France que le titre est attribué à l'issue d'un championnat et non d'une finale.

## Liste des clubs en compétition
| Villeneuve-sur-Lot XIII Catalan Albi Bordeaux Cote basque Pau Roanne Lyon-Villeurbanne Béziers Paris |

La Ligue Française de rugby à XIII met en place la première édition du Championnat de France de première division avec la participation de dix clubs. Sur ces dix équipes, appelées « Les Pionniers », neuf sont considérés comme membres fondateurs de la Ligue Française de rugby à XIII à savoir Albi, Bordeaux, Côte basque, Lyon-Villeurbanne, Paris, Pau, Roanne, XIII Catalan et Villeneuve-sur-Lot. Grenoble et le Celtic de Paris étaient initialement programmés mais leurs projets d'intégration ne furent pas aboutis,
.
Tous les clubs se situent dans la moitié Sud de la France à l'exception de Paris avec une grande proportion pour le Sud-Ouest puisque sept des dix clubs s'y situent. Les Basses-Pyrénées sont le seul département représenté par deux clubs : Côte basque et Pau.

## Déroulement de la compétition
La difficile utilisation des stades et des terrains ont entraîné les déplacements géographiques et des reports de matchs. La Ligue a décidé donc de modifier le calendrier pour opposer au cours de la saison ceux qui par leur classement avaient quelques chances de terminer premier. Seuls les clubs de Villeneuve-sur-Lot et de Bordeaux ont pu disputer tous leurs matchs aller-retour.
Villeneuve-sur-Lot remporte la première édition en comptant dans ses rangs Jean Galia, Marius Guiral, Jean Barrès, Jean Daffis et Max Rousié. Ce dernier a par ailleurs donné son nom au trophée après son décès en 1959.

### Classement général
| Rang | Club                   | J  | V  | N | D  | Pts |
| ---- | ---------------------- | -- | -- | - | -- | --- |
| 1    | S.A. Villeneuve        | 18 | 15 | 0 | 3  | 49  |
| 2    | Bordeaux XIII          | 18 | 12 | 0 | 6  | 42  |
| 3    | U.S. Lyon-Villeurbanne | 16 | 12 | 0 | 4  | 40  |
| 4    | R.C. Roanne            | 16 | 12 | 0 | 4  | 40  |
| 5    | Pau XIII               | 16 | 8  | 2 | 6  | 34  |
| 6    | XIII Catalan           | 17 | 8  | 0 | 9  | 33  |
| 7    | R.C. Albigeois         | 17 | 4  | 1 | 12 | 26  |
| 8    | Paris rugby XIII       | 16 | 4  | 1 | 11 | 25  |
| 9    | Côte basque XIII       | 15 | 3  | 0 | 12 | 21  |
| 10   | S.O. Béziers           | 13 | 1  | 0 | 12 | 15  |

Attribution des points : victoire : 3, match nul : 2, défaite : 1.

#### Tableau synthétique des résultats
L'équipe qui reçoit est indiquée dans la colonne de gauche.
| Clubs              | ALB | BEZ  | BOR   | BAS | LYO | PAR | PAU | ROA | VIL   | XII |
| ------------------ | --- | ---- | ----- | --- | --- | --- | --- | --- | ----- | --- |
| Albi               |     |      |       |     |     |     |     |     |       |     |
| Béziers            |     |      |       |     |     |     |     |     |       |     |
| Bordeaux           |     |      |       |     |     |     |     |     |       |     |
| Côte basque        |     |      | 45-31 |     |     |     |     |     |       |     |
| Lyon-Villeurbanne  |     | 46-8 |       |     |     |     |     |     |       |     |
| Paris              |     |      |       |     |     |     |     |     |       |     |
| Pau                |     |      |       |     |     |     |     |     |       |     |
| Roanne             |     |      |       |     |     |     |     |     | 27-25 |     |
| Villeneuve-sur-Lot |     |      |       |     |     |     |     |     |       |     |
| XIII Catalan       |     |      |       |     |     |     |     |     |       |     |

|  | Victoire à domicile |  | Match nul |  | Défaite à domicile |

## Effectifs des équipes présentes
| Villeneuve-sur-Lot | Jean Barrès Bonnin Pierre Brinsolles Ernest Camo Etienne Cougnenc Jean Daffis Denuzières/Danezières (CA Perigourdin) Jean Galia Marius Guiral Maurice Laffargue Lanio Georges Lhespitaou Pierre Moisset Maurice Porra Antoine Puyuelo Max Rousié Henri Sanz (de Boucau) Entraîneur : Jean Galia | XIII catalan      | Philippe Ascola (de l'USAP) Jean Azaïs (de l'USAP) Aimé Bardes François Billerach André Bruzy Jean Cassagneau Henri Dabat Delonca Georges Fondvielle François Forma (du S.O. Perpignan) François Noguères Gilbert Ponramon (du S.W.P.) Roger Ramis (de l'USAP) Louis Sayrou (de l'USAP) Scire Martin Serre Louis Sayrou Souillerc Charles Suarès Octave Triquera (de l'USAP) Entraîneur : Roger Ramis |
| Albi               | Avignon (FC Toulousain) Battigne (SC Albi) Bastide (Graulhet) Bonafé Bressolles Cassagne (F.C.T.) Cayasse Courbières (T.O.E.C.) Deu Ducos (T.O.E.C.) Escribe Frantz Galleay/Galliay Jalhy Henri Jeansous (T.O.E.C.) Lauzet (A.O.T.) Magneau (T.O.E.C.) Marsoin Moureu Ulysse Mournès (SC Albi) Jean Pelissier (du SC Ghaulhet) Régis (S.C. Albi) Sagnes (T.O.E.C.) Toumire Tourné (Stade toulousain) Vedeau Jean-Marie Vignal (Stade Toulousain) | Bordeaux          | Raoul Bonamy Fernand Bonnin (du SA Bordeaux) Maurice Caillé (du S.A. Bordelais) Robert Chabannes (du S.A. Bordelais) André Crouzy (du S.A. Bordelais) Albert Falwasser Jean Ghestemme (de St-jean-de-Luz olympique) Heines Michel Josse (du US Pessacaise) Matthews Marcel Nourrit (de Bègles) Jean Pelot (de Bègles) Saint-Jours (du US Testerine) Jean-Baptiste Sales (du S.A. Bordelais) André Saubion (du S.A. Bordelais) Marcel Villafranca (du S.A. Bordelais) Leslie White Entraîneur : Albert Falwasser |
| Côte basque        | Georges Blanc (Saint-Vincent-de-Tyrosse) André Cussac Jean Darrigade (Aviron bayonnais) Dublanc Dubourdieu Pierre Etchart René Goyetch (Biarritz olympique) Lacour Charles Lamarque Maleret François Nouel Thomas Parker Puchelu/ Puchulu Edmond Rollet (AS Bayonne) Jérôme Soumet (AS Bayonne) | Pau               | François Recaborde André Rousse Henri Mounès Sylvain Claverie-Barbe Roger Lanta Batz/Bats Forçans Lamaignère Larroude Lauxa Domec Berdance Lasalle Biraben |
| Roanne             | Basque (de Bordeaux) Blano Burnichon (du Nac Roanne) Joseph Carrère Castet Combe Henri Dechavanne Delion/Déliou (de Bordeaux) Jean Duhau Duthel Font Geniteau (du S.O. Avignon) Jones Goyenetche André Hiriart (de Bordeaux) Joe Pearce (de Wakefield) Charles Petit (c) Henry Perrin Roger Pouy (de Boucau) Jean Rolland (de Tarbes) Savi (du Lyon O.U.) Villagra Entraîneur : Charles Petit                                                    | Lyon-Villeurbanne | Auguste Anclades (de Toulouse) Gaston Amila Arialou Antonin Barbazanges Barcellat (du F.C. Grenoble) René Barnoud Courrageot (de l'U.S. Bressane) Paul Font Gustave Genevet Joseph Griffard Lucien Lafond (lyonnais) Laurent Lambert Charles Mathon (c) Henri Marty Paul Piany Joseph Perrin (d'Avignon) Robert Samatan Studieux (de l'A.S. Lyonnaise) |
| Béziers            | Bernard Bresolle Baptiste Carbo (de l'A.S. Béziers) René Carrera (de l'A.S. Béziers) Jean Espagnac (de l'A.S. Béziers) Maurice Gagnol (de l'ES Cazouline) Pierre Lebel (de l'A.S. Béziers) Joseph Magnan Marconyre Georges Marty (de l'A.S. Béziers) Jean Quéroli (de l'A.S. Béziers) Pujol Ratier Charles Sagnes (c) (de l'A.S. Béziers) | Paris             | Antine Henri Bernadac (du Stade Français) Louis Brané Georges Caussarieu (c) Roger Claudel Robert Descoux (du Stade français) Mariano Enrique (du C.A.S.G.) Faure Pierre Germineau (du Stade français) Georges Henry (du Stade français) Jones Labourdette Lalanne Lièvre Maulin Joseph Minvielle (du Stade français) Pouey (du Stade Français) Henri Ribeyre (du C.A.S.G.) Pierre Serpaud Urbain Tissinier |